# La Belle Garce et le Truand
Pour plus de détails, voir Fiche technique et Distribution.
La Belle Garce et le Truand, également connu sous le titre Popsy Pop, est un film d'aventures ouest-germano-italo-français réalisé par Jean Herman sorti en 1971.

## Synopsis
Le hameau vénézuélien de Vista Alegra vit de la récupération de diamants dans le sol boueux. L'inspecteur Silva, un ancien détective privé, a été nommé géomètre par la société internationale de diamants à laquelle les habitants vendent leurs trouvailles. Un jour, la chanteuse française Popsy Pop, accompagnée d'une édition géante d'Alice au pays des merveilles et d'une poupée appelée « Alice », arrive sur le bateau mensuel en compagnie d'un petit groupe de malfrats dirigé par le vieux Marcou. Avec l'aide de Popsy, Marcou projette de voler les diamants d'une valeur de 2 millions de dollars, en utilisant les célébrations du jour de l'indépendance vénézuélienne le 5 juillet comme couverture.
Comme prévu, Silva commence à courtiser et à tomber amoureux de Popsy — elle l'appelle son roi de cœur — et, à sa demande, renonce à garder les diamants ce soir-là pour l'écouter interpréter la chanson Popsy Pop sur la scène locale. Lorsque le vol se déroule comme prévu, Popsy s'enfuit seule avec le diamant en hélicoptère vers Caracas, laissant derrière elle ses trois complices, qui sont attrapés et préparés à être lynchés par la foule locale en colère. Après avoir vu le chef de la mafia tuer les deux complices de Marcou, Silva le convainc d'épargner lui-même Marcou afin qu'il puisse l'aider dans sa recherche de Popsy et des diamants. Silva et Marcou concluent un accord : Marcou récupère Popsy, qu'il aime, et 15 % du butin.
Popsy et son ami Freddy utilisent de faux passeports pour prendre un vol pour l'île de Saint-Domingue où ils sont suivis par Silva et Marcou. Popsy place d'abord les diamants dans un coffre-fort, puis rencontre le père Legba à Haïti, qui dirige une opération commerciale avec un grand groupe de fidèles. Pendant ce temps, Silva et Marcou retrouvent Freddy et, grâce à lui, découvrent où se trouve Popsy et la suivent jusqu'en Haïti. Lorsque Popsy dit à Legba qu'elle a les diamants, il ne la croit pas au début et la fouette jusqu'à ce qu'elle se soumette à lui, promettant de les lui donner s'il la met à l'abri de Marcou. Au cours d'un rite local comprenant la décapitation d'un agneau et une musique extatique au tambour, Popsy, impliquée contre son gré, est dangereusement entraînée dans une danse épuisante et sauvage et elle est sauvée in extremis par Silva. Marcou tient Legba en joue, et lorsque Legba lui dit que c'est Popsy, et non lui, qui a essayé de l'arnaquer et qu'elle n'était qu'une pute, Marcou lui tire dessus en lui disant qu'il n'aurait jamais dû dire cela. Popsy ne veut d'abord pas dire à Silva où se trouvent les diamants, mais après qu'il l'ait forcée à marcher pieds nus vers le bateau de sauvetage, elle lui dit qu'ils sont entreposés en lieu sûr dans une banque de Saint-Domingue.
Elle dit aussi à Silva qu'elle l'aime et l'embrasse. Marcou arrive, voit le baiser et commence à se battre avec Silva. À la fin, Silva lui offre Popsy, mais celle-ci lui dit qu'elle le déteste et qu'il est trop vieux. Silva dit à Marcou d'aller de l'avant et d'étrangler Popsy à mains nues s'il le peut (une chose dont ils ont parlé plus tôt dans un bar), mais l'avertit qu'il ne trouvera pas cela facile, puis s'éloigne. Marcou met effectivement ses mains autour de la gorge de Popsy, mais ne peut se résoudre à les serrer. Il lui caresse doucement les cheveux. Popsy le regarde avec de grands yeux de reconnaissance et d'émerveillement.

## Fiche technique
- Titre français : La Belle Garce et le Truand ou Une belle garce et le truand[1] ou La Garce et le Truand ou Les Diams en cavale ou Popsy Pop[2]
- Titre italien : Fuori il malloppo
- Titre allemand : Die Hölle am Ende der Welt
- Réalisateur : Jean Herman
- Scénario : Henri Charrière
- Dialogues : Jean Herman
- Photographie ; Jean-Jacques Tarbès
- Montage : Hélène Plemiannikov
- Musique : Frédéric Botton
- Son : Antoine Bonfanti
- Décors : Jacques Mawart
- Production : Gisèle Rebillon, Catherine Winter, Edmondo Amati, Maurizio Amati, Ludwig Waldleitner
- Sociétés de production : Sofracima, Audifilm, Fida Cinematografica, Roxy Film
- Pays de production :  France -  Italie -  Allemagne de l'Ouest
- Langue originale : français
- Format : couleur par Eastmancolor - Son mono - 35 mm
- Genre : aventures
- Durée : 100 min
- Date de sortie :
  - France : 10 mars 1971
  - Italie : 26 mars 1971
  - Allemagne de l'Ouest : 27 mai 1989

## Distribution
- Claudia Cardinale : Popsy Pop
- Stanley Baker : Silva
- Henri Charrière : Marcou
- Marc Mazza : Tormenta
- Georges Aminel : Papa Lagba
- Ginette Leclerc : Mme Irma
- Joachim Hansen : Freddy
- Leroy Haynes : Blanchette
- Moune de Rivel : Sœur Marie-Galante